# 陳滄江
陳滄江（1955年6月10日－），前中華民國政治人物，中華民國福建省金門縣金寧鄉人，淡江大學管理科學博士、前民主進步黨金門縣議員（為民主進步黨於金門縣的首位民意代表）、國立金門大學兼任助理教授、金門縣漫畫家。暱稱「江哥」、「小板凳」議員。曾任民主進步黨金門縣黨部主任委員，2016年代表民進黨於金門參選第九屆立法委員失利。2018年宣佈退出民進黨，且不參選2018年九合一選舉，2019年於立委補選中宣布不勝選就退出政壇而得下史上最高的兩成餘選票，後又復出而參選2020年立委選舉，再獲一成餘選票，惟均敗給陳玉珍。

## 早年經歷
陳滄江出生於金門縣金寧鄉東洲村，在五個兄弟姊妹中排行第二，也是家中長子。1960年代適逢金門實行戰地政務，島上居民普遍生活艱苦，金門人為了生存還必須時常躲避來自對岸中國人民解放軍陸軍的炮擊。陳滄江母親在其年幼時即因解放軍炮擊而失去雙腿，但身為母親的她仍扛起一家生計，將兒女五人撫養長大。
陳滄江雖在學成績不俗，繪畫作品屢屢在比賽中獲得肯定；惜因父親驟逝、母親身障與家境因素，迫使其無法順利升學。為了一家生計，陳滄江國中畢業便渡海至臺灣報考軍校；是年即以優異成績考取空軍幼年學校第20期，且為空軍幼校有史以來第一位離島公費學生，三年後直升空軍軍官學校第59期。因故退訓未能完成軍旅生涯，進入社會後曾當過捆工、送貨員，生活困頓。但因本身有美術天份，其後便因緣際會進入廣告公司，爾後並自行開業創立向上建設公司 （页面存档备份，存于），開啟陳滄江之事業契機。
1992年11月隨著陸軍金門防衛司令部宣布戰地政務解除，陳滄江將事業重心由台灣移回金門，並積極參與地方公共事務；如陳氏宗親會、社區發展協會、相關公會組織等。曾擔任潁川堂金門陳氏宗親會理事、潁川堂金門陳氏宗親會總幹事、金門縣建築投資商業同業公會理事長，金門體育會體操委員會主任委員、金門縣鄉土文化建設促進會理事長、金門青年公共事務協會輔導員等，並於1995年受推薦獲頒八十四年度全國好人好事代表。

## 關注公共事務
1987年臺灣與澎湖終於解除戒嚴，處於前線的金門、馬祖仍處於戒嚴狀態；陳滄江曾為了呼籲中央政府應解除金馬地區之戰地政務，1990年與金門鄉親一同走上街頭抗爭、於臺北市夜宿立法院，呼籲「金門人大團結」。1992年，金馬地區終於解除長達36年的戒嚴。其後，陳滄江以漫畫為媒介，投稿至各大報社，大力批評金門時政，其觸角廣及金門的政治、經濟、醫療、民生等各大層面；作品題材之犀利，對不公平之處的嚴厲批判，在地方上廣為人知，為金門難得一見的政治漫畫家。

## 投身公職

### 當選縣議員
1996年陳滄江退出中國國民黨，後加入民主進步黨。2001年，陳滄江首度以民進黨身分參選立委，不敵曾同為新黨籍的吳成典。2009年重披戰袍，首次以民進黨籍參與第五屆縣議員選舉，陳滄江以「一張小板凳、議會不一樣」為號召，期待金門鄉親給民進黨一次表現機會，雖未直接當選，但因同選區之中國國民黨提名人涉及賄選被福建金門地方法院與福建高等法院金門分院接連判處當選無效，陳滄江遂得以依法遞補為縣議員，於2011年3月1日宣示就職，也是民進黨於金門縣的第一席民意代表，並於就職滿週年（2012年3月2日）正式成立「小板凳工坊」陳滄江議員服務處。除了積極服務金門鄉親外，並與澎湖縣立法委員楊曜、高雄市立法委員趙天麟、全國不分區立法委員李應元、蔡煌瑯、吳秉叡等合作成立離島聯合服務處。2014年5月，陳滄江連任民主進步黨金門縣黨部第八屆主任委員，並同時登記參選第六屆金門縣議員。2014年11月29日，陳滄江以1491票順利連任第六屆金門縣議員。

### 三步一跪謝鄉親

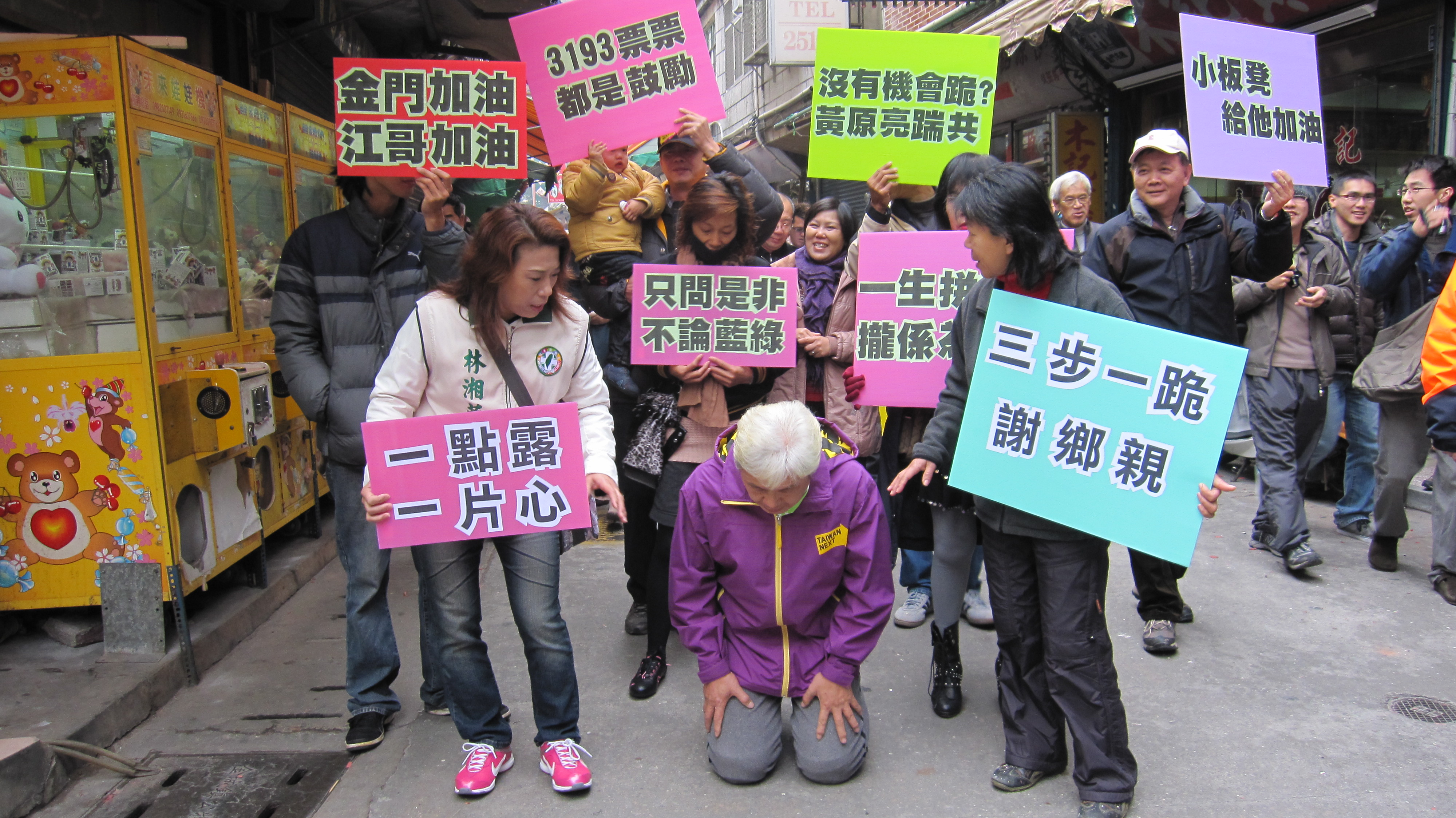
正在三步一跪的陳滄江

2012年中華民國總統選舉期間，陳滄江身為民進黨總統候選人蔡英文金門縣競選總部主任委員，曾召開記者會公開表示，若蔡英文在金門得票超過3000票，他將隻身從服務處三步一跪至金門浯島城隍廟（距離約一公里），若得票超過5000票，他則加碼三步一跪至太武山頂。金門長久以來被視為泛藍的鐵票區，此舉曾被對手陣營稱為「不可能的任務」，結果開票當天蔡英文雖未勝選，卻在金門開出了歷史新高的3193票（得票率8.21%）。陳滄江遂在選後農曆新年的大年初五早晨，自服務處出發三步一跪至浯島城隍廟，歷時約一小時完成，事後一個星期不能走路。陳滄江也是總統大選期間首位為了影響總統大選得票數履行下跪支票的政治人物。

### 問政與爭取金門權益
2015年4月，陳滄江召開記者會抗議中國大陸船舶長期屢屢越界至金門沿岸海域非法濫捕漁業資源和偷抽盜採海砂，造成金門海岸線遭大量侵蝕與國土流失，破壞海洋環境自然生態、枯竭漁源，影響金門人經濟與生存空間的安全，但中華民國各執法單位卻未有效嚇阻這種惡行，任由國土萎縮，造成金門島嶼地質地形改變，他促請中央政府對中國侵門踏戶的態度要積極強硬起來，執法單位應有更多資源預算和公權力來執法，主管單位應即成立跨部會因應組織以有效遏止這種情形延續及惡化，進行崩塌倒退海岸線的工程維護，以防金門海岸內縮及海崖崩塌。
2015年9月21日，金門籍貨船「德旺二號」在金門復國墩、北碇外1.3浬處海域遭多名穿草綠色軍服的中国海警越界跳上船，用暴力壓制踩趴船員陳詩坤，還翻箱倒櫃20分鐘，船長林明濬因不明原因落海，人見死不救即逕行離開，又未通報台湾一方支援搜救，2天後空勤總隊直升機在金門田埔海域尋獲林明濬的遺體。陳滄江就船長不幸浮屍大海案陪同倖存船員與船長太太和5名年幼子女等受害家屬召開「抗議中國海警，非法侵入施暴」記者會，根據船長落海位置的經緯度質疑中國海警越界入侵中華民國領海登船施暴，船長可能是被中國海警打死的。家屬質疑37歲的船長係海軍水中爆破大隊士官退伍，體能與水性俱佳，能在水中閉氣好幾分鐘，有長泳十公里的實力，怎麼可能無緣無故從自己的貨船落海溺斃？認為檢方應調查遭電擊棒攻擊、昏迷落海嗆水而失去意識等可能疑點。除非「另有狀況」，否則以林明濬的身手，游回金門並非不可能，但「他很重情，不可能棄朋友、棄船於不顧」。陳滄江抗議中国大陆侵犯臺灣主權，偷渡、非法越界捕魚、抽砂等不法行為越演越烈，要求政府重視金門漁民生命安全與國家主權，並儘快查明事實、敦促中国大陆方面公布真相、嚴懲兇手，還死者與家屬一個公道。
2015年11月，陳滄江赴臺北與民主進步黨籍立法院外交及國防委員會召集委員黃偉哲與民進黨團溝通爭取支持《國軍退除役官兵輔導條例》第二條修正草案於會期內在立法院通過，12月即順利三讀立法協助一千五百多位參與「六一九砲戰」的鄉親取得榮民身分，可享免全民健保保費及至榮民醫院就診、住院免自付費用等權益。

### 競選立法委員
在蔡英文與陳建仁帶領競選總統、副總統之際，已返鄉深耕在地24年、自喻為全金門「不分區議員」的陳滄江亦獲民主進步黨徵召競選金門縣選舉區之立法委員。出身金寧鄉的他也在小金門成立烈嶼鄉競選服務處。
總統候選人蔡英文於2000年擔任陸委會主委後經常走訪金門、半年內便成功推動小三通，她多次和陳滄江一同掃街拜票、品嘗金門美食，「他選議員時告訴我們金門鄉親說，只要可以給他放一張小板凳，讓他進入議會，就是廁所旁邊都沒關係，他做議員的1千400個日子裡有1千300個服務案件」，而國民黨執政這麼多年卻未將資源給予弱勢偏遠的地區，懇請鄉親打破選票紀錄、支持陳滄江成為國會議員，並承諾民進黨執政後將與縣長陳福海及陳滄江團隊等在地意見領袖成為最佳夥伴，共同合作規劃金門下個階段穩定繁榮發展的願景，讓人口回流金門。
副總統候選人陳建仁大學畢業後就到金門服役，深切瞭解金門民眾在戰地政務時期生活辛苦，他亦於2015年1月到金門陪同陳滄江共同比著「2」號手勢掃街拜票，到陳氏宗祠致贈賀匾、拜會衛生福利部金門醫院院長王必勝及醫護人員和金門縣政府衛生局局長陳天順、與金門鄉親座談。陳滄江說，打電話通知飛機飛過來又飛過去，來回可能要近10個小時，這些年多少鄉親因急重症魂斷金門與臺灣，有的連直昇機都等不到就嚥氣，每想到就令人心酸，曾任行政院衛生署署長的陳建仁（金門醫院由縣立醫院改制為署立醫院的部分前置作業，就是在陳建仁任內進行）允諾民主進步黨勝選後會以最快速度回應專屬緊急後送直昇機長駐金門的需求、強化補貼給付與充實金門的在地醫療照護人力，並推動臺北榮民總醫院設立金門分院。陳建仁也答應民進黨執政後將與交通部、公平交易委員會和業者共同分析成本、檢討不合理的運輸票價，若陳滄江在金門民眾支持下勝選將可為金門發聲，與中央共同讓金門的建設、福利和發展都更好。
除了無黨籍金門縣長陳福海曾公開推薦力挺陳滄江，指陳滄江可扮演與民進黨中央黨部溝通橋梁為金門爭取建設外；答應重啟陳水扁臺北市市長時代以臺北市立聯合醫院支援金門醫療資源、並允諾協助向衛生福利部談判以提升金門醫療能量的無黨籍臺北市長柯文哲也寫了「二十四年磨一劍，認真骨力小板凳」的中堂勉勵陳滄江。
陳滄江也拜會金門地方法院檢察署檢察長王文德，強力支持促請檢警調人員嚴查賄選，並提供300萬元獎金給檢舉人，盼鄉親一起抓鬼、抓買票。
2018年8月31日，陳滄江在金門縣政府大樓前宣布退出民主進步黨，批評民進黨執政後離民意愈來愈遠。
2019年1月14日，陳滄江登記參選2019年金門縣選舉區立法委員缺額補選。陳滄江宣示，此次補選若沒當選，就退出政壇。2019年3月16日，陳滄江最終以一千票之差敗選，事後在個人臉書發表落選感言，表示將會履行退出政壇的承諾。
2020年，陳滄江於2020年立委選舉復出，再度參選金門縣區域立委，但仍未勝選。

## 選舉紀錄
| 年度 | 選舉屆數             | 選舉區           | 所屬政黨   | 得票數 | 得票率 | 當選標記 | 備註     |
| ---- | -------------------- | ---------------- | ---------- | ------ | ------ | -------- | -------- |
| 1998 | 第二屆金門縣議員選舉 | 金門縣選舉區     | 新黨       | 554    | 2.11%  |          |          |
| 2001 | 第五屆立法委員選舉   | 金門縣選舉區     | 民主進步黨 | 1,413  | 5.65%  |          |          |
| 2009 | 第五屆金門縣議員選舉 | 金門縣第一選舉區 | 民主進步黨 | 1,187  | 4.95%  |          | 遞補當選 |
| 2014 | 第六屆金門縣議員選舉 | 金門縣第一選舉區 | 民主進步黨 | 1,491  | 6.03%  |          |          |
| 2016 | 第九屆立法委員選舉   | 金門縣選舉區     | 民主進步黨 | 8,367  | 23.07% |          |          |
| 2019 | 第九屆立法委員補選   | 金門縣選舉區     | 無黨籍     | 6,020  | 24.27% |          |          |
| 2020 | 第十屆立法委員選舉   | 金門縣選舉區     | 無黨籍     | 7,303  | 15.57% |          |          |